# Überlingen
Überlingen è una città tedesca situata nel land del Baden-Württemberg.

## Collisione aerea
Il 1°luglio 2002 alle ore 23:35 nei cieli sopra la città avvene uno dei più gravi incidenti aerei di sempre: un Tupolev Tu-154 della Bashkirian Airlines (volo 2937), in rotta tra Mosca e Barcellona, e un Boeing 757 della DHL (volo 611), in rotta tra l'aeroporto internazionale del Bahrein e Bruxelles con scalo intermedio a Bergamo si scontrarono uccidendo tutte le 71 persone a bordo dei due aerei: le 69 persone a bordo del Tupolev e i piloti del 757. Le cause furono da attribuire ad errori nella gestione del traffico aereo.